# Cortes de Barcelona (1493)
Las Cortes de Barcelona de 1493 fueron convocadas por Fernando II de Aragón y se celebraron en el monasterio de Santa Ana de Barcelona.
En estas Cortes se decidió realizar elecciones a diputados y oidores de la Generalidad por el sistema de insaculación y no por asignación directa como habían sido los últimos dos trienios. Cada estamento de la institución constituía una delegación para determinar el nombre de las personas propuestas para ocupar los cargos. Estos nombres se introducían en unas cajas de las cuales e extraían al azar los de los nombrados. Este sistema favorecía la proposición de personas de determinados oficios o familias, además de que no garantizaba que el elegido fuese el más capacitado para el puesto. Fernando II propuso esta fórmula ya que podía influir a través de las Cortes en las personas a incluir y evitaba el derecho de veto constitucional que existía en el sistema anterior.
Se redactaron unas nuevas constituciones catalanas que se publicaron el 14 de febrero de 1494.
| Predecesor: Cortes de Barcelona (1480) | Cortes Catalanas 1493 | Sucesor: Cortes de Tortosa (1495) |